# Hermann (cardinal, 1036)
Pour les articles homonymes, voir Hermann.
Hermann le Noble, né vers 995 et mort le 11 février 1056 à Cologne, est un cardinal de l'Église catholique. Il fut archevêque de Cologne de 1036 jusqu'à sa mort.

## Biographie

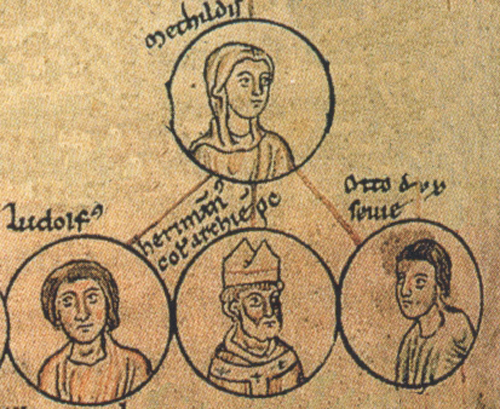
Matilde et ses fils Liudolf, Hermann et Otton, Chronica Sancti Pantaleonis, XIIIe siècle.

Hermann est un fils cadet du comte palatin Ezzo de Lotharingie, l'ancêtre des Ezzonides, et de son épouse Matilde de Saxe, fille du couple impérial Otton II et Théophano. Sa sœur Richezza épousa vers 1013 le prince Mieszko II de Pologne et devint reine de Pologne en 1025. Les Ezzonides avaient obtenu l'office de comte palatin en 945 ; à son mariage, Ezzo reçut de nombreux autres domaines en Basse-Lotharingie afin de satisfaire les exigences sociaux et financiers de sa future épouse.
À titre de chapelain et d'archidiacre, Hermann était un clerc respecté déjà sous le règne de l'empereur Conrad II le Salique. Il est élu archevêque après août 1036 ; le pape Benoît IX le crée cardinal-prêtre la même année. Il a également pris le mandat d'archichancelier pour l'Italie et de bibliothécaire de la Sainte-Église. Le pape donne plusieurs privilèges importants à l'archidiocèse de Cologne. Hermann a entrepris des activités intenses de construction à Cologne ; l'église Sainte-Marie-du-Capitole, érigée à partir de 1050, devrait correspondre à la basilique Sainte-Marie-Majeure de Rome.
Le 31 mars 1051, la fête de Pâque, il baptisa Henri IV, le fils tant attendu de l'empereur Henri III ; l'abbé Hugues de Cluny a accepté de devenir le parrain. Deux ans plus tard, le petit garçon fut élu roi des Romains et l'archevêque Hermann couronne le futur empereur à Aix-la-Chapelle le 17 juillet 1054, en dépit des protestations de l'archevêque Léopold Ier de Mayence, qui réclame ce privilège pour lui. Hermann a été un précieux conseiller de la dynastie franconienne ; il reste loyal à l'empereur lors de la révolte du duc Godefroid II de Haute-Lotharingie en 1047 et pendant la rébellion de son propre neveu, le duc Conrad II de Bavière, vers 1053. 
Hermann est enterré dans la cathédrale de Cologne. Au XIIIe siècle, des colons germaniques à l'actuelle ville de Sibiu en Roumanie appelaient cet endroit villa Hermanni (Hermannstadt), peut-être en l'honneur de l'archevêque.